# Zoológico Santacruz
El Zoológico Santacruz abrió sus puertas el 3 de mayo de 1975 y fue fundado por Gonzalo Chacón Rueda. Está localizado en el municipio de San Antonio del Tequendama, departamento de Cundinamarca, a 9 km del Salto del Tequendama, en un entorno natural con temperatura promedio de 18 a 22 °C, y a 1860 m s. n. m. Este parque natural protege la vida de 136 mamíferos, tales como el tigre blanco,jaguar, búfalo de agua, llama, puma y tigre de Bengala, 144 aves como avestruz, ganso, lechuza y halcón garrapatero, y 35 reptiles, entre los que se pueden destacar boa y tortuga Morrocoy.
El zoológico pone a disposición de sus visitantes un centro de educación donde se dictan talleres para niños y jóvenes, para que puedan fortalecer y enriquecer sus conocimientos de la vida salvaje. El Zoológico Santacruz cuida los animales, y también se involucra en la protección de la fauna. Desde 1994, la institución forma parte de la Asociación Colombiana de Parques Zoológicos y Acuarios y, desde 2003, integra la Asociación Latinoamericana de Parques Zoológicos Acuarios y Afines (ALPZA).
En 2011 y 2014 fue certificado por el sello ISO 9001:2008 Cuenta con gran cantidad y variedad de especies.

## Objetivos institucionales
- Posicionarse como una institución de referencia en materia de educación ambiental y participación comunitaria a través de la divulgación de sus actividades, formas de trabajo y filosofía.
- Construir metodologías, técnicas e instrumentos para el trabajo participativo con comunidades, que permitan el desarrollo de programas orientados a la solución de problemas ambientales concretos y a la promoción del bienestar de los animales; y así, avanzar en la implementación de la Política Nacional de Educación Ambiental.
- Gestionar recursos de diversa índole que aseguren la estabilidad de la organización y garanticen el desarrollo institucional por medio del establecimiento de alianzas y otras estrategias.

Cuentan con una extensión total de 32.000 metros, donde se puede encontrar:
- Centro de Educación
- Tienda de Recuerdos
- Restaurante
- Cafeterías
- Baños
- Parqueadero

## Especies
En total hay 7 clases de especies en el zoológico:
- Carnívoros: Hay 18 especies, entre ellas el león , el puma , el jaguar negro , el oso pardo
- Herbívoros: Hay 7 especies , encontramos la llama y el bisonte , etc.
- Roedores: Hay 3 especies , las cuales son el ñeque , el chigüiro y el borugo.
- Primates: Hay 14 especies , entre ellas esta el mono araña negro , el mono nocturno y el papión.
- Reptiles: Hay 15 especies, encontramos la cazadora, la boa arco iris y la cascabel
- Invertebrados: Hay 6 especies, algunas son el insecto palo y el opilion
- Aves: Hay 26 especies , encontramos el flamingo , el ganso , el cóndor de los Andes , el búho real , el pavo real y la avestruz.

## Actividades para los domingos y festivos
- Taller de interpretación de danta y tigre de bengala
- Área de interpretación de La tierra
- Taller manualidad: Realización de un títere de danta
- Talleres en el orquidiario
- Direccionamiento estratégico
- Gestión de Calidad
- Gestión Financiera
- Gestión de Salud y Bienestar Animal
- Gestión de Servicio al cliente y educación para la conservación
- Gestión de Talento Humano
- Gestión de Infraestructura
- Gestión de seguridad y salud en el trabajo y ambiente
- Gestión de compras
- Relaciones públicas y comunicaciones

## Horario de Atención
El zoológico abre sus puertas todos los días de lunes a Domingo de 9 a. m. a 5 p. m..
Tanto en la Terminal de transportes como en la agencia Cooperativa de transportes del Tequendama se puede adquirir un pasaporte por solo $24.000 Pesos colombianos que incluye el pasaje de ida y vuelta pero es únicamente válido para adultos y funciona del lunes a sábado. El costo de entrada es de $13.000 pesos para los niños y $17.000 para adultos. Mientras que programas educativos puede variar de $9.500 a $15.000.